# Marek Gołąb

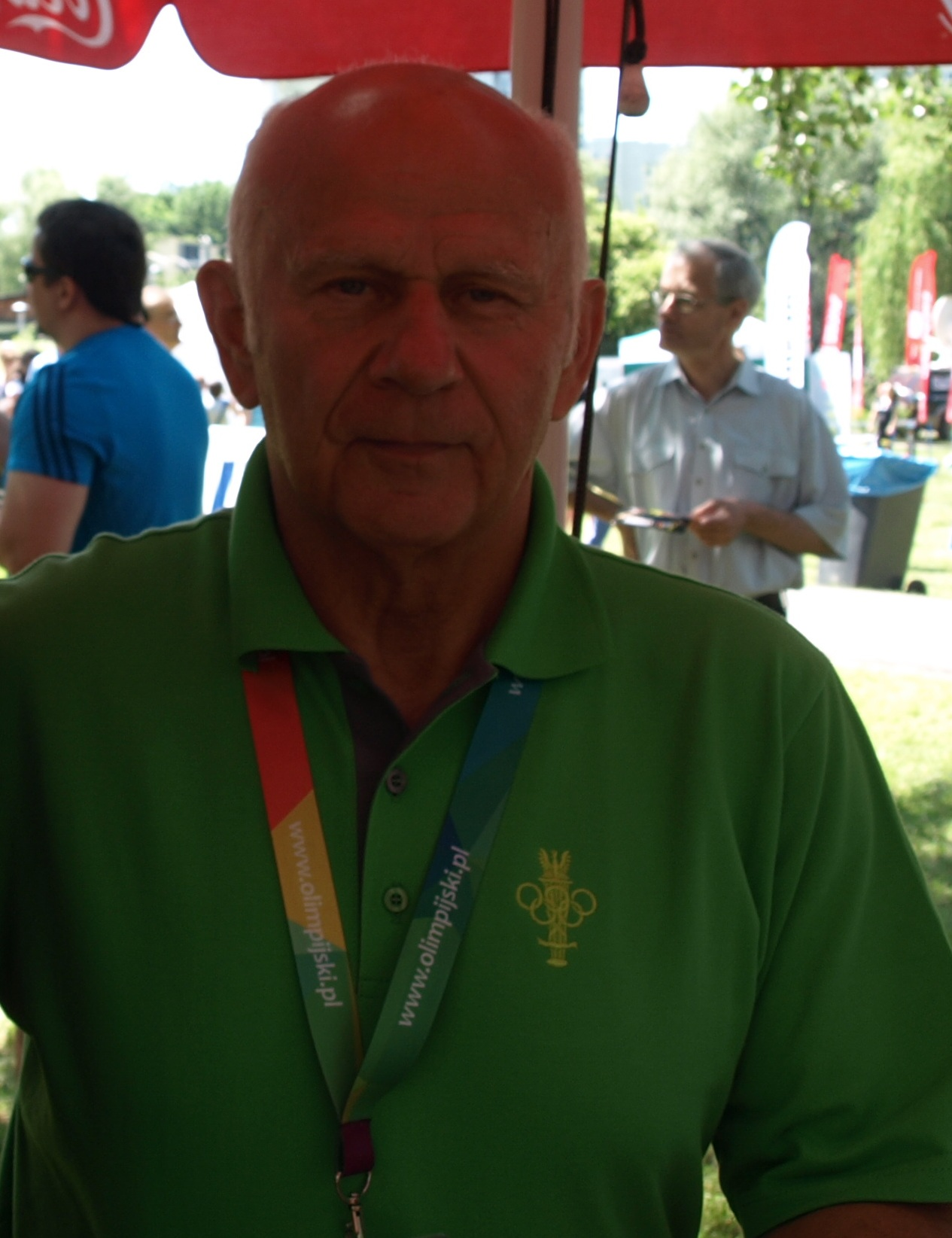
Marek Gołąb (Juni 2014)

Marek Gołąb (* 7. Mai 1940 in Zakliczyn bei Brzesko; † 6. Oktober 2017 in Wrocław) war ein polnischer Gewichtheber.

## Leben
Gołąb erlernte den Beruf eines Mechanikers und besuchte das Technikum in Breslau. Als Jugendlicher betrieb er zunächst Leichtathletik und unter anderem erreichte er beim Kugelstoßen Weiten von bis zu 14,50 m. Als Leichtathlet startete er für LZS Bytom. Nachdem er sein Talent für das Gewichtheben entdeckt hatte, wechselte er zu Śląsk Wrocław, dem Verein, dem er von 1957 bis 1973 angehörte. Dort wurde er dank seines Trainers Klemens Roguski Weltklasse-Gewichtheber. Gołąb gehörte der polnischen Mannschaft der Gewichtheber von 1962 bis 1972 an und errang viele Erfolge. Der größte Erfolg des 1,78 m großen und ca. 90 kg schweren Athleten war der Gewinn der olympischen Bronzemedaille 1968 in Mexiko-Stadt. Nach seiner aktiven Zeit ging er den Weg vieler ehemaliger Athleten. Er wurde Trainer und übte dieses Amt von 1972 bis 1988 bei WKS Śląsk Wrocław und ab 1989 im polnischen Gewichtheber-Verband aus.

## Internationale Erfolge
(OS = Olympische Spiele, WM = Weltmeisterschaft, EM = Europameisterschaft, Ms = Mittelschwergewicht)
- 1964, 3. Platz, EM in Moskau, Ms, mit 440 kg, hinter Wladimir Golowanow, UdSSR, 480 kg und Arpad Nemessanyi, Ungarn, 450 kg;
- 1965, 1. Platz, Baltic Cup in Danzig, Ms, mit 455 kg, vor Jaakko Kailajärvi, Finnland, 450 kg und Jouni Kailajärvi, Finnland, 445 kg;
- 1965, 5. Platz, WM in Teheran, Ms, mit 452,5 kg;
- 1965, 4. Platz, EM in Sofia, Ms, mit 450 kg;
- 1966, 2. Platz, Baltic Cup, Ms, mit 465 kg, hinter Jaan Talts, UdSSR, 472,5 kg und vor Golowanow, 455 kg;
- 1966, 3. Platz, WM in Berlin, Ms, mit 475 kg, hinter Géza Tóth, Ungarn, 487,5 kg, Ireneusz Paliński, Polen, 477,5 kg und vor Jouni Kailajärvi, Finnland, 465 kg;
- 1968, Bronzemedaille, OS in Mexiko-Stadt, Ms, mit 495 kg, hinter Kaarlo Kangasniemi, Finnland, 517,5 kg, Talts, 507,5 kg und vor Bo Johansson, Schweden, 492,5 kg;
- 1970, 1. Platz, Baltic Cup, Ms, mit 475 kg, vor Bernd Rolser, Deutschland, 452,5 kg und Saarelainen, Finnland, 450 kg;
- 1970, 5. Platz, WM in Columbus/USA, Ms, mit 485 kg, hinter Wassili Kolotow, UdSSR, 537,5 kg, Phil Grippaldi, USA, 490 kg, Géza Tóth, Ungarn, 490 kg und van Lerberghe, Belgien, 487,5 kg.

## Polnische Meisterschaften
- 1963, 3. Platz, Ls, mit 395 kg,
- 1966, 2. Platz, Ms, mit 465 kg,
- 1967, 1. Platz, Ms, mit 485 kg.

### Weltrekord
- 168,5 kg, 1968 in Bialograd, Ms.

Außerdem erzielte er noch elf polnische Rekorde.

## Einzelnachweis
1. ↑  Nie żyje polski olimpijczyk. Zmarł we śnie